# Pančevački put
Le Pančevački put (en serbe cyrillique : Панчевачки пут ; en français : Route de Pančevo) est une route nationale de Serbie. Elle relie Belgrade à la ville Pančevo et constitue l'une des artères les plus importantes des quartiers et faubourgs nord de la capitale serbe.
Sur le plan de la numérotation, la route est désignée sous le nom de « M10 » et de « M47 » . Elle constitue également une section de la route européenne E70.

## Parcours
Le Pančevački put naît à Belgrade ("M47"), dans la municipalité de Palilula, dans le prolongement du pont de Pančevo, un pont routier et ferroviaire qui franchit le Danube. Pendant la totalité de son parcours, la route s'oriente vers l'est.
À Palilula, elle est reliée par un échangeur ("M10", "M13", "M47") au Zrenjaninski put, « Route de Zrenjanin » ; elle longe sur sa droite le stade du FK Brastvo Krnjača puis croise la rue Zage Malivuk (à gauche). Elle longe ensuite la rive droite du Danube et pénètre sur le territoire de la Ville de Pančevo ; elle traverse la rivière Tamiš et, à Pančevo, prend le nom de rue Prvomajska.

## Éducation
L'école secondaire d'agriculture PKB, créée en 1965, est installée au n° 23.

## Économie
Plusieurs stations services se trouvent sur le long de la route.
Dans la partie belgradoise, au n° 20 est situé le Motel Takovo. Le centre commercial Pevec se trouve également le long de la route. La société Drvopromet-Kula, qui propose notamment des placages en bois, a son siège social au n° 80.